# Senior High
Senior High è una serie televisiva filippina trasmessa da Kapamilya Channel. Diretta da Onat Diaz e Andoy Ranay, la serie è interpretata da Andrea Brillantes, Kyle Echarri, Juan Karlos Labajo, Elijah Canlas, Zaijian Jaranilla, Xyriel Manabat e Daniela Stranner. È stata presentata in anteprima il 28 agosto 2023 in sostituzione di Dirty Linen. La serie si è conclusa il 19 gennaio 2024 con un totale di 105 episodi. È stato sostituito da Linlang nella sua fascia oraria.
Un seguito della serie, High Street, è stato presentato per la prima volta nel 2024.

## Trama
La morte di Luna provoca uno scandalo nella prestigiosa Northford High. Le indagini concludono che si è trattato di un suicidio, ma la sorella gemella della vittima, Sky, la pensa diversamente. Mentre cerca la verità, la ragazza scopre che tutti intorno a lei vivono una vita piena di bugie e desideri.

## Personaggi e interpreti
Personaggi principali
- Andrea Brillantes[2][3] è Sky Love Cruz / Luna Amore Cruz†
- Kyle Echarri[2] è Robert "Obet" G. Santana†
- Juan Karlos Labajo[2] è Gino Acosta
- Elijah Canlas[2] è Archimedes "Archie” M. Aguerro
- Zaijian Jaranilla[2] è Timothy "Tim" B. Castro
- Xyriel Manabat[2] è Roxanne Fatima "Roxy" G. Cristobal
- Daniela Stranner[2] è Zyra "Z" M. Aguerro

Personaggi secondari
- Sylvia Sanchez è Lydia "Amam" Geronimo
- Angel Aquino[2] è Tania Mae Cruz
- Baron Geisler[2] è Police Chief Col. Harry Aguerro†
- Mon Confiado[2] è Gov. William L. Acosta
- Miggy Jimenez[2] è Pocholo "Poch" Robles
- Tommy Alejandrino è Kenji Juan
- Gela Atayde è Sanya Alba

Personaggi ricorrenti
- Leo Martinez è Mariano, il padre di Sasha (stagione 2; guest stagione 1)
- Desiree Del Valle è Sasha M. Aguerro
- Ana Abad Santos è Dr. Cecille Acosta
- Gerald Madrid è Elmo M. Castro
- Angeli Bayani è Editha "Edith" Borromeo-Castro
- Ryan Eigenmann è Police Maj. Insp. Darius Soledad
- Kean Cipriano è Brandon
- Rans Rifol è Ria G. Cristobal
- Rap Robes è Antonio "Tonio" G. Santana
- Kakki Teodoro è Preside Amanda Perino
- Inka Magnaye è Becca
- Floyd Tena[2] è Vice-Preside Reginald Castrodes

Guest star
- Grae Fernandez è Yosef Rosales (stagione 2)
- Lui Manansala è Rosario "Rosing" Cruz†
- Raul Montesa è Domeng
- Nour Hooshmand è Yana Rosales
- Lance Justin Carr è Paolo
- Justin de Dios[4][5] è Jared (stagione 2)
- Ross Pesigan è Pong
- Maritess Joaquin è Menchie Robles
- Giovanni Baldisseri è Generale Arcilla
- Mike Liwag è Police Senior Master Sergeant Ramos

## Episodi
| Stagione         | Episodi | Prima TV originale | Prima TV Italia |
| ---------------- | ------- | ------------------ | --------------- |
| Prima stagione   | 50      | 2023               | Inedita         |
| Seconda stagione | 55      | 2023-2024          | Inedita         |

## Colonna sonora
La sigla principale della serie è "Bazinga" dei SB19.

## Trasmissione
La serie è stata anticipata su A2Z il mercoledì e il venerdì per lasciare il posto alla stagione PBA 2023-24 dall'8 novembre 2023 al 19 gennaio 2024 e è continuata su Kapamilya Channel e TV5.

## Accoglienza

### Riconoscimenti
- 2024 - VP Choice Awards[8][9]
  - Candidatura come serie televisiva dell'anno (Primetime)
  - Candidatura come attrice televisiva dell'anno ad Andrea Brillantes
  - Candidatura come attore televisivo dell'anno ad Kyle Echarri
  - Candidatura come attrice televisiva non protagonista dell'anno a Xyriel Manabat
  - Candidatura come Breakthrough Star of the Year a Zaijan Jaranilla
  - Candidatura come Breakthrough Star of the Year a Miggy Jimenez
  - Premio al BL Love Team Of The Year a Zaijan Jaranilla e Miggy Jimenez
- 2024 - Platinum Stallion Media Awards[10]
  - Miglior attore drammatico a Elijah Canlas
  - Miglior attore non protagonista a Miggy Jimenez

## Sequel
Un sequel della serie con il titolo provvisorio "High Street" venne annunciato in un tweet del capo della Dreamscape Eric John Salut. Il 22 marzo 2024, la Dreamscape Entertainment ha annunciato sulla propria pagina di social media che il sequel si chiamerà ufficialmente High Street.
Il 25 marzo 2024, Dreamscape Entertainment ha pubblicato ha annunciato il cast del sequel. Il sequel sarà diretto dal regista della prima stagione di Seniot High, Onat Diaz, insieme al regista Lino Cayetano. La serie è stata distribuita dal 13 maggio 2024.